# Micronacionalismo

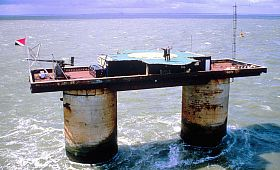
A micronação do Principado de Sealand

O micronacionalismo (em inglês: Micronationalism) é um movimento político e social que busca a criação e/ou simulação de países em miniatura ou países-modelo, bem como seu reconhecimento diplomático, chamados micronações (numa tradução literal do inglês micronation), que são entidades políticas autodeclaradas, mas não reconhecidas internacionalmente como Estados soberanos. Os praticantes ou "cidadãos" das micronações, por sua vez, são os micronacionalistas. Liberland é um exemplo atual de micronação.
A palavra "micronacionalismo" é formada pela junção dos termos "micro" (pequeno) e "nacionalismo" (sentimento de pertencimento a uma nação). O termo começou a ser utilizado na década de 1990, com o surgimento de diversas micronações ao redor do mundo.
O micronacionalismo não é fenômeno recente. Suas origens, nos moldes mais similares aos atuais, remetem ao século XIX. Entretanto, pouco se pesquisa e discute sobre esta prática, atualmente encarada como um hobby, a qual, no entanto, com o advento e crescente popularização da internet, poderá assumir implicações na vida real.

## História
As primeiras micronações conhecidas se formaram no século XIX, a maioria fundada por aventureiros ou especuladores de negócios. A micronação mais antiga que se tem conhecimento é o Reino de Redonda fundado em 1865 no Caribe. Como hobby doméstico, as micronações começaram a se desenvolver mais rapidamente com o surgimento de Ely-Chaitlin, na Califórnia (EUA.), nos anos 1960, fundada por Marc Eric Ely. Mais tarde, em 1979, sob influência de Ely, Robert Ben Madison, então com 13 anos, fundou na cidade de Milwaukee um país cujo território era seu próprio quarto: o Reino da Talossa, país fundador da Liga dos Estados Secessionistas. Durante a década de 1980, proliferaram-se micronações na Austrália, Nova Zelândia, Estados Unidos e Europa. Hoje, existem centenas de micronações pelo mundo, várias delas com "representação" na Internet.[carece de fontes?]

## Características e estudos
Há micronações que se utilizam dos mais curiosos sistemas de governo (monarquias são, porém, o sistema de governo mais utilizado, tanto constitucionais como absolutas), países que se relacionam como se realmente soberanos fossem.[carece de fontes?] Para servir de mediadora entre tantos países, foi criada a Liga dos Estados Secessionistas, a L.O.S.S., conhecida como a principal "ONU das micronações".  São membros da Liga as nações autodenominadas "mais influentes" do chamado Mundo Micronacional. Os micropaíses ou microestados, como também são chamados, são alvos de estudos de sociólogos e outros acadêmicos; a micropatriologia é ciência humana em sua essência, tendo sido assunto principal de livros e teses que tratam da possibilidade de se criar, de maneira - digamos - artificial, uma sociedade.[carece de fontes?]
Entre os maiores estudiosos da matéria estão o professor francês Fabrice O'Driscoll, presidente do Instituto Francês de Micropatriologia, que publicou, com a colaboração de Cláudio de Castro, no final de 1999 seu livro "Ils ne siègent pas a l´ONU", através da editora Les Presses du Midi (pode ser adquirido via internet, por cerca de 20 euros); o diplomata brasileiro Alberto Rosa Fioravanti e o escritor francês Patrice Chairoff, autor do livro "Bible des Micronations", que traz uma extensa e explicativa lista das micronações do mundo.[carece de fontes?]
O movimento micronacional se divide, classicamente, em dois tipos de micronações:[carece de fontes?]
- As derivatistas que se utilizam somente de elementos reais; seus membros utilizam-se de nomes verdadeiros, a nação localiza-se, geralmente, onde mora seu líder ou fundador, e sua história começa a partir de sua fundação, sem qualquer elemento fictício.
- As modelistas aquelas que misturam a ficção com a realidade; seus membros podem usar pseudônimos, mas jamais assumir  personagens distintos.

Sua localização pode ser em qualquer lugar do globo terrestre, mesmo que nem um cidadão sequer seja morador daquela localidade. Podem adotar histórias fictícias até o dia de sua fundação, e a partir daí começa a ser escrita sua verdadeira história. Os modelistas têm plena noção de serem praticantes de um hobby, uma simulação. Exemplos célebres são algumas das micronações listadas no tópico micronações Importantes e as peculiaristas (são quase que completamente fictícias; seus membros podem assumir vários personagens, inclusive não humanos, sua localização pode ser em um outro planeta ou dimensão  e sua história é sempre fantástica. Nenhuma micronação é melhor exemplo desta subdivisão do que L´lome). Existem graus de "peculiarismo": uma nação assim classificada pode ter, por exemplo, localização em Saturno e habitantes não humanos, mas seus acontecimentos são verdadeiros, e ela é extremamente ativa. Por outro lado, pode uma micronação peculiarista localizar-se na Bolívia e seus acontecimentos, mesmo diários, serem fruto da imaginação de seus membros.
Segundo alguns, haveria também as micronações virtualistas, as quais seriam aquelas que, apesar de terem caracteres de qualquer uma das três categorias retro mencionadas, consideram-se "países irreais" ou até "cidades virtuais"; porém cremos ser esta classificação errônea pelo simples fato de não serem micronações, e sim jogos de RPG "on-line", que vêm e vão num piscar de olhos (seriam exemplos as defuntas Web Island e Santa Clara). Acredita-se que a palavra "virtual" seja uma antítese de "micronação", já que uma micronação é formada de pessoas reais, que protagonizam acontecimentos reais.
Muitos micropatriólogos (estudantes do micronacionalismo) acreditam na existência das chamadas "one-man nations", micronações formadas apenas de um habitante ou mesmo por várias, que por vaidade ou qualquer outro motivo, têm seu fundador como única pessoa que realmente decide o que deve ser feito, como único cidadão ativo.
Há ainda aquelas classificadas como "concretistas", que seriam as supostas micronações reconhecidas como soberanas e independentes por uma ou mais micronações, não sendo, porém, membros da ONU. O internacionalista Celso Duvivier de Albuquerque Mello acredita que, com raras exceções, para que seja considerado Estado, uma nação deve fazer parte da ONU. Já os micronacionalistas Harold D. Thomas e Thomas Leys discordam desta concepção, acreditando se tratarem de microestados, e não micronações. Exemplos seriam Seborga e Sedang. A diferença entre microestados e micronações reside no facto de que estas não lutam - ou são incapazes de fazê-lo - pelo seu reconhecimento diplomático por outras micronações, já que não têm argumentos legítimos à luz do direito internacional para requisitar jurisdição total sobre um território.[carece de fontes?]
Também são mencionadas nos meios micronacionais as chamadas "micronações projetistas", que seriam projetos de uma nação ideal, onde um sistema de governo e estrutura social são montadas, porém sem a intenção de tornar aquilo que foi criado um micropaís ativo (por ativo entende-se o micropaís que intenciona funcionar, seja através de uma lista nacional de mensagens ou mesmo de qualquer mecanismo que possibilite a sua governabilidade). Muitas surgem como trabalho escolar ou até mesmo para ilustrar as ideias de um determinado partido político. Alphistia e a URSP seriam ótimos exemplos. Acreditamos, contudo, que as projetistas seriam uma subespécie das modelistas, pois se enquadram perfeitamente em sua descrição.
Com o advento da Internet, as micronações fictícias de todo o mundo puderam se comunicar e começaram uma intensa integração. Em 1992, foi fundada Porto Claro. O fundador, Pedro Aguiar, divulgou seu país na Internet a partir de 1996 e com isso deu um grande passo para o surgimento de novas micronações, no Brasil e em outros países. Pouco tempo depois, nasceu o Sacro Império de Reunião, fundado por Cláudio de Castro, primeira micronação lusófona a alcançar fama internacional, sendo alvo de reportagens em meios de comunicações mais diversos, desde o New York Times até o francês La Liberátion.[carece de fontes?] Em poucos anos, já havia algumas centenas de micronações cadastradas em todos os continentes, sendo que quase um quinto delas era lusófona.[carece de fontes?]
Hoje, o micronacionalismo continua a atrair milhares de praticantes. Sites como a AOIN, NationStates e a UBR, sendo esse último lusófono, permitem uma integração mais aprofundada, atraem muita gente que procura esse tipo de diversão.

## Micronacionalismo lusófono
O fenômeno do micronacionalismo, também existe em língua portuguesa. Micronações com sede no Brasil, em Portugal e em outros países lusófonos também existem. Algumas das principais e mais reconhecidas micronações lusófonas são o Sacro Império de Reunião e o Principado da Pontinha.[carece de fontes?]

## Lista de micronações
Estas são algumas micronações:
- Asgardia
- Austenasia
- Império Aericano
- Império de Atlatium
- Império de Partnsolis
- Josceterra[4]
- Kugelmugel
- Ladonia
- Liberland
- Molossia
- Other World Kingdom
- Parva Domus
- Principado de Hutt River
- Principado de Sealand
- Reino de Elleore
- Reino Gay e Lésbico das Ilhas do Mar do Coral
- República da Concha
- Talossa
- Zaquistão